# زهيرة كمال
زهيرة كمال (1945 - ) سياسية فلسطينية، أسست اتحاد لجان العمل النسوي الفلسطيني وشغلت منصب وزير شؤون المرأة في حكومتي أحمد قريع الثانية والثالثة. تشغل منصب أمين عام حزب فدا الفلسطيني، وهي عضو في مؤسسة ياسر عرفات.

## النشأة والتحصيل العلمي
وُلدت زهيرة أحمد بدوي كمال عام 1945 في وادي الجوز بمدينة القدس. ولديها لديها سبعة أشقاء، كلهم أصغر منها. درست في مدرسة المأمونية الثانوية. ذهبت إلى جامعة عين شمس لدراسة الفيزياء الصناعية والكيمياء في القاهرة وحصلت منها على درجة البكالوريوس. أكملت وحصلت على الدبلوم العالي في التربية من الجامعة الأردنية عام 1978.

## الحياة العملية
جاءت حرب 1967، فعادت إلى القدس من مصر لتعمل مدرّسة في وكالة الأونروا لمدة ثلاثة أشهر ثم معلمة في مدرسة الطيرة منذ 1978-1989.
في عام 1979، اعتقلت إداريًا مدة ستة أشهر لمشاركتها في مظاهرات خرجت احتجاجًا على اتفاقية كامب ديفيد، ووضعت قيد الإقامة الجبرية في الفترة 1980 إلى 1986.
شاركت في مفاوضات السلام في التسعينيات، وكانت واحدة من ثلاث نساء تشارك في المفاوضات.
في الفترة 1995-2004 شغلت موقع مدير عام إدارة تخطيط وتطوير مشاركة المرأة في وزارة التخطيط والتعاون الدولي، ومن ثم تولت منصب وزيرة شؤون المرأة في الحكومتين الفلسطينية الثامنة والتاسعة برئاسة أحمد قريع في الفترة من 12 نوفمبر 2003 حتى 27 مارس 2006.
في أبريل 2011، انتخبت زهيرة كمال لمنصب الأمين العام لحزب الاتحاد الديمقراطي الفلسطيني، حيث تُعد أول امرأة تشغل هذا الموقع.
في أبريل 2019، قدمت استقالتها من منصبها أمينًا عامًا للحزب بسبب مشاركته في حكومة محمد اشتية. إلا أن المكتب السياسي للحزب رفض استقالتها .